# Андрей Препеліце
Андрей Препеліце (рум. Andrei Prepeliță, нар. 8 грудня 1985, Слатіна) — румунський футболіст, півзахисник клубу «Арджеш» (Пітешть) та національної збірної Румунії.
В минулому виступав за клуби «Арджеш», «Університатя» (Крайова), «Стяуа», «Лудогорець» та «Ростов».

## Клубна кар'єра
Народився 8 грудня 1985 року в місті Слатіна. Вихованець юнацьких команд футбольних клубів «Уніря» (Слобозія) та «Арджеш».
У дорослому футболі дебютував 7 травня 2003 року у матчі за «Арджеш» в чемпіонаті проти «Глорії» (Бистриця) (0:1) . З сезону 2003/04 став основним гравцем клубу, в якому загалом провів п'ять сезонів, взявши участь у 112 матчах чемпіонату.
Своєю грою за цю команду привернув увагу представників тренерського штабу клубу «Університатя» (Крайова), до складу якого приєднався влітку 2007 року разом з одноклубником Чіпріаном Тенасе. Відіграв за крайовську команду наступні чотири сезони своєї ігрової кар'єри. Граючи у складі «Університаті» також здебільшого виходив на поле в основному складі команди, поки за підсумками сезону 2010/11 команда не покинула Лігу І.
До складу клубу «Стяуа» приєднався 2 серпня 2011 року, підписавши чотирирічний контракт. Відтоді встиг відіграти за бухарестську команду 65 матчів в національному чемпіонаті та двічі стати чемпіоном Румунії.

## Виступи за збірні
Протягом 2003–2006 років залучався до складу молодіжної збірної Румунії. На молодіжному рівні зіграв у 18 офіційних матчах, забив 2 голи.
7 вересня 2014 року дебютував в офіційних іграх у складі національної збірної Румунії в матчі-кваліфікації до Євро-2016 проти збірної Греції (1:0), вийшовши на поле на 84 хвилині замість Овідіу Хобана. Наразі провів у формі головної команди країни 14 матчів.

## Титули і досягнення
- Чемпіон Румунії (3):

«Стяуа»: 2012-13, 2013-14, 2014-15
- Володар Кубка Румунії (1):

«Стяуа»: 2014-15
- Володар Суперкубка Румунії (1):

«Стяуа»: 2013
- Володар Кубка румунської ліги (1):

«Стяуа»: 2014-15
- Чемпіон Болгарії (1):

«Лудогорець»: 2015-16